# Mauro Bicicli
Mauro Bicicli (Crema, 1935. április 17. – Crema, 2001. augusztus 22.) olasz labdarúgó, középpályás, edző.

## Pályafutása

### Játékosként
1952–53-ban a Crema, 1953 és 1955 között az Internazionale, 1955–56-ban a Parma, 1956–57-ben a Catania, 1957 és 1963 között ismét az Inter, 1963 és 1966 között a Genoa, 1966–67-ben az Inter, 1967–68-ban a Vicenza labdarúgója volt. 1968–69-ben a Brescia csapatában fejezte be az aktív játékot. Az Interrel két olasz bajnoki címet szerzett és tagja volt az 1966–67-es idényben BEK-döntős együttesnek. 

### Edzőként
1974 és 1976 között, 1976–77-ben és 1982–83-ban a Brescia vezetőedzőjeként tevékenykedett. 1983 és 1985 között az Ospitaletto, 1985–86-ban a Fanfulla, 1987 és 1993 között a Legnano szakmai munkáját irányította.
A Legnano csapatával az 1992–93-as idényben bajnokságot nyert az olasz negyedosztályban (Serie D).

## Sikerei, díjai

### Játékosként
Internazionale
- Olasz bajnokság (Serie A)
  - bajnok (2): 1953–54, 1962–63
- Bajnokcsapatok Európa-kupája (BEK)
  - döntős: 1966–67

 Genoa
- Alpok-kupa (Coppa delle Alpi)
  - győztes: 1964

### Edzőként
Legnano
- Olasz bajnokság – negyedosztály (Serie D)
  - bajnok : 1992–93